# سوید بن مقرن
سوید بن مقرن سوید بن مقرن بن عائذ بن میجا بن هجیر بن نصر بن أد المزنی از صحابه پیامبر اسلام بود. او برادر نعمان بن مقرن، نظامی معروف مسلمان، است. سوید در بیعت رضوان حضور داشته و احادیثی از جانب او نقل شده‌است. او از بزرگان قبیله مزینه، چه بعد و چه قبل از اسلام، بوده‌است. او پس از نبرد خندق اسلام آورد و در فتح ایران شرکت داشت. برادر او، نعمان، در نهاوند کشته شد و پس از آن عمر بن خطاب وی را مامور فتح جرجان کرد. او توانست قومس را فتح کند و به جرجان هم لشکرکشی کرد. او مدتی در بصره بود و سپس در کوفه ساکم شد و گویا در همان شهر از دنیا رفت.